# 北会津町上米塚
北会津町上米塚（きたあいづまち かみよねづか）は、福島県会津若松市の大字である。郵便番号は969-6183。

## 地理
会津若松市北西部の北会津地区（旧北会津郡北会津村域）に属する。西で北会津町小松、北西で北会津町東小松、北で北会津町三本松、東で阿賀川河川敷内を範囲とする北会津町三本松を挟み門田町大字飯寺、門田町大字一ノ堰、南で大沼郡会津美里町（旧会津本郷町）上野川原、会津美里町上村北、会津美里町黒川内、会津美里町竹原、会津美里町駅前、南東で会津美里町広面とそれぞれ隣接する。また域内北部に北会津町三本松の飛地（字上大川向）が存在する。概ね町村制施行以前の北会津郡上米塚村の流れを汲む地域である。北会津地区南東端部に位置し、一級水系阿賀野川水系阿賀川左岸流域の一角を範囲とする。中央部をJR只見線が東西に横断し、西端部の会津美里町境付近に会津本郷駅が立地する。域内全域にわたり水田が広がり、中央部の村東、侭下、出新田西周辺に集落が位置する。北会津地区の他大字と同様に集落がある区画のほとんどは「字」以降を付けず大字に直接番地が続く住所表記がなされる。 

### 河川・湖沼
一級水系阿賀野川水系
- 阿賀川（大川）

### 主な字
字
- 大道端
- 梶田
- 上長鳳
- 雷田
- 上侭下
- 川窪

- 下野川原
- 下儘下
- 舘越
- 台ノ上
- 束田
- 出新田北

- 出新田西
- 鍋田
- 白山
- 舞台田
- 本村
- 前川原

- 前田
- 村北
- 村東

## 歴史
- 1879年1月27日 - 上米塚村が福島県内における郡区町村制の施行により北会津郡の村となる。
- 1889年4月1日 - 町村制の施行により上米塚村が周辺6村と合併し川南村が発足する。旧上米塚村域は川南村大字上米塚となる。
- 1956年5月1日 - 川南村が荒舘村と合併して北会津村が発足し、北会津村の大字となる。
- 2004年11月1日 - 北会津村が会津若松市に編入され会津若松市の大字となるのに伴い、大字上米塚の大部分（2000番地代以外）および大字古舘のうち字上長鳳丁、上長鳳が北会津町上米塚へと変更される。

## 世帯数と人口
2024年1月1日現在の世帯数と人口は以下の通りである。
| 大字           | 世帯数 | 人口  |
| -------------- | ------ | ----- |
| 北会津町上米塚 | 80世帯 | 214人 |

## 小・中学校の学区
市立小・中学校に通う場合、学区は以下の通りとなる。
| 番地 | 小学校                 | 中学校                   |
| ---- | ---------------------- | ------------------------ |
| 全域 | 会津若松市立川南小学校 | 会津若松市立北会津中学校 |

## 交通

### 鉄道
JR東日本
- 只見線
  - 会津本郷駅

### 道路
- 福島県道219号会津本郷停車場上米塚線
- 幹線一級市道28号

## 施設
- 中新田公民館
- 熊野神社